# Рахманиновы
Рахма́ниновы (иногда в старину Рохманиновы) — русский дворянский род, к которому принадлежал знаменитый композитор Сергей Рахманинов.
При подаче документов (1686) для внесения рода в Бархатную книгу, была предоставлена родословная роспись Рахманиновых и царские жалованные грамоты: угличского князя Андрея Васильевича Ивану Суседу на сельцо Дементьево и четверть деревни Дубачёвское в волости Святица Угличского уезда (1462—1491), угличского князя Дмитрия Ивановича Волоху Ивановичу Суседову со снохой Анной, вдовой Рахманина и внуками Иваном, Василием и Андреем на их вотчину деревни Плишкино, Красное и Лучинское в волости Святица Угличского уезда (1507), Ивана IV Ивану и Андрею Васильевичам Рахманиновым на 19 деревень в волости Ижва Дмитровского уезда против их поместий в Рязанском и Пронском уездах (1547 с подтверждением 1550), грамота Офимье, вдове Алексея Ивановича Рахманинова с детьми на поместье мужа село Городище в Окологородском стане Рязанского уезда (1584), вотчинная грамота царя Михаила Фёдоровича Михаилу Ивановичу Рахманинову на деревню Сурово в Рязанском уезде, Никите Ивановичу Разманинову на треть села Жуино в Мигунине стане Медынского уезда, а также четыре наказные грамоты (1617—1675).

## Происхождение и история рода
Семейное предание производит род от Драгошей, то есть от княжеского (господарского) рода Мушатов, правившего средневековой Молдавией. В родословной Рахманиновых, поданной в Разряд в конце XVII века указывалось:

А него Стефана были два сына Богдан на Иван. И Богдану велел отец быть в Волохах владетелем, а ему Ивану, другой жены сыну своей, быть у брата своего в подданстве; и для того назвал его Вечин. А дочь его Стефанова была великого князя Ивана Васильевича всея Россия за сыном его, за князем Иван Ивановичем. А другая его была Стефанова дочь за Александром, королем Польским. И как преставился великого князя сын его Иван Иванович, и сын его Стефанов, он, Иван Вечин, приехал к Москве с двумя сыны к сестре своей, не обославшись к великому князю, и за то на него великий князь возложил опалу и послал его на Углич, к брату своему Андрею Васильевичу с детьми его Ивановыми, Василием, прозвища Рахманин, да с Иваном прозвище «Волохом».
От этого Василия и пошёл, по преданию, род Рахманиновых. «Рахманин» в древнерусском языке — «брахман, индус»; обычно так называли людей ленивых.
Трое Рахманиновых писаны в Тысячной книге лучших дворян и детей боярских (1550). Четверо Рахманиновых упоминаются в московском осадном сидении (1618), трое были в XVII веке воеводами.
Лейб-кампанцы Герасим и Фёдор Иевлевичи Рахманиновы участвовали в возведении на престол императрицы Елизаветы Петровны. Отец братьев Рахманиновых Иов Козьмич владел в то время имением «Старой Казинкой и сельцом при нём в Алексинском стану, Козловского уезда, Тамбовского наместничества…» Потомком Фёдора был профессор Киевского университета, известный математик и механик Иван Иванович Рахманинов (опубликовал в конце XIX века «Исторические сведения о роде дворян Рахманиновых»). Род Рахманиновых внесён в VI, II и III части родословных книг Воронежской, Рязанской и Тамбовской губерний.
Прапрадед композитора Герасим Иевлиевич Рахманинов служил в гренадерской роте лейб-гвардии Преображенского полка гренадером, в 1740 году произведён в капралы.
Дед композитора Аркадий Александрович (1808—1881) воевал с турками, но серьёзно занимался и музыкой. Отец Василий Аркадьевич (1841—1916) в 16 лет поступил добровольцем на военную службу, участвовал в Кавказской войне, был при покорении оплота Шамиля, а позднее служил в Варшаве, где стоял его лейб-гвардии Гродненский гусарский полк. Он также увлекался музыкой. Выйдя в отставку, он женился на Любови Петровне Бутаковой, дочери генерала П. И. Бутакова, директора Новгородского кадетского корпуса.

## Описание герба

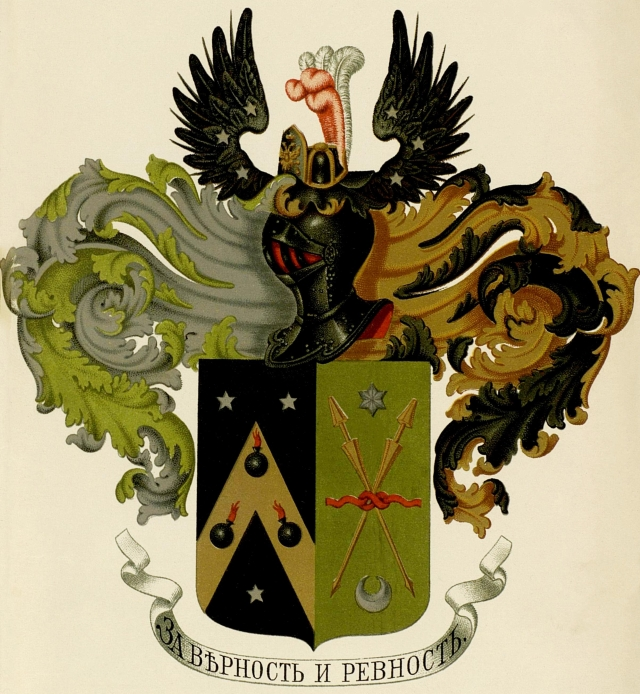
Герб Рахманиновых с французским щитом и девизом из Общего гербовника

За участие в дворцовых событиях 24 ноября 1741 года императрица Елизавета пожаловала Герасиму Рахманинову 25 ноября 1751 года Грамоту, подтверждающую дворянское достоинство Рахманиновых и утверждающую Герб рода Рахманиновых:

…Герасиму Рахманинову и рождённым от него впредь рождаемым законным детям и их наследникам и потомству обоего пола нисходящей линии нижеследующий дворянский герб впредь в вечные времена иметь и употреблять, а именно: на две части вдоль разделенный щит, у которого правая часть показывает в чёрном поле золотое стропило с наложенными на него тремя горящими гранатами натурального цвета между тремя серебряными звёздами, яко общей знак особливой нам и всей нашей империи при благополучном нашем, с помощью Всевышнего, на родительский наш наследный престол вступлении верно оказанной знатной службы и военной храбрости нашей лейб-кампании, а левая содержит в зелёном поле два золотые, наподобие Андреева креста вниз обращённые красною тесьмою перевязанные рыцарские копья, между которыми в вершине серебряная звезда о шести лучах, а в подошве щита восходящий полумесяц того же металла. Над щитом, открытый, к правой стороне обращенный, стальной дворянский шлем о трёх обручах, который украшает наложенная на него обыкновенная лейб-кампании гренадерская шапка с красными и белыми страусовыми перьями и с двумя по обеим сторонам распростёртыми орлиными крыльями чёрного цвета, на которых повторены три серебряные звезды. По сторонам щита опущен шлемовный намёт зелёного и чёрного цветов, с правой стороны подложенный серебром, а с левой — золотом с приложенною внизу щита надписью: «За верность и ревность». Так как оный дворянский герб в сей нашей жалованной грамоте и самыми красками изображён…

Герб рода Рахманиновых внесён в Часть 4 Общего гербовника дворянских родов Всероссийской империи, стр. 134.

## Известные представители
- Рахманиновы: Василий, Андрей и Иван — получили поместья в Дмитровском уезде (1550).
- Рахманинов Роман Васильевич — московский дворянин (1550).
- Рахманинов Иван — ходил с государем в Полоцкий поход под рындою с копьём (1563).
- Рахманинов Андрей Васильевич — принимал участие в Соборе о войне с Ливонией (1566).
- Рахманинов Семён Семёнович — сын боярский (1585), назначен дневать и ночевать при английском после Сфифте (1626), сопровождал царя на богомолье в Симонов монастырь (1626), объезжий голова в Москве (1637) (ум. после 1646).
- Рахманинов Андрей Иванович — письменный голова в Вязьме, голова рязанских дворян и детей боярских сопровождавших их в Вязьму (1617).
- Рахманинов Дей Иванович — за проигранный местнический спор посажен в тюрьму (1622), воевода в Михайлове (1640—1641).
- Рахманинов Григорий Денисович — нижегородский городской дворянин (1627).
- Рахманиновы: Замятня и Микула Семёновичи, Борис Ширяевич — калужские городовые дворяне (1627—1629).
- Рахманинов Борис Семёнович — провожал крымских послов до Валуек (1644).
- Рахманинов Фёдор Дмитриевич — воевода в Епифани (1645—1646) в Осташкове (1649).
- Рахманиновы: Моисей Алексеевич прозванием Иван и Иван Григорьевич — взяты в плен (1660) и провели в крымском плену 20 лет.
- Рахманинов Перфилий Фёдорович — стряпчий (1668—1676), стольник (1676), воевода в Галиче с пригородами (1676).
- Рахманинов Исай Фёдорович — воевода в Серпухове (1675—1676).
- Рахманиновы: Мокей Борисович, Трофим, Фёдор и Григорий Замятины, Семён Григорьевич — московские дворяне (1676—1692).
- Рахманинов Андрей Григорьевич — воевода в Епифани (1679), в Острожске (1681).
- Рахманинов Захарий Фёдорович — стольник (1687—1692).
- Рахманиновы: Андрей Мокеевич, Афанасий Семёнович — стряпчие (1668—1692)[7][8][9][1].
- Рахманинов Сергей Васильевич — композитор, пианист.